# Football Club San Lazzaro Calcio
Il Football Club San Lazzaro Calcio S.S.D., conosciuta anche come FC San Lazzaro o, più semplicemente, San Lazzaro, è una società calcistica avente sede a San Lazzaro di Savena. Milita nel girone A della Terza Categoria della Provincia di Bologna, in Emilia-Romagna.
Fondata nel 1920, tra gli anni sessanta e settanta disputò quattro campionati interregionali, mentre tra gli anni ottanta e novanta sfiorò in tre occasioni la promozione nel campionato professionistico della serie C2. Ha disputato complessivamente per tredici anni il massimo campionato dilettantistico nazionale. Dispone di un vivaio di consolidata tradizione.

## Storia
Alla stagione 1950-1951 risale la prima partecipazione a un campionato interregionale, la Promozione, dove rimase per due anni. Dal 1962 al 1982 militò stabilmente nella massima serie regionale (Prima Categoria fino al 1970, poi Promozione) ad eccezione di quattro campionati di Serie D, al tempo organizzati dalla Lega Nazionale Semiprofessionisti.
Successivamente disputò diverse stagioni nel Campionato Interregionale, arrivando terzo nel suo girone nella stagione 1986-1987, a tre punti dalla promozione. Retrocesso in Promozione l'anno successivo, tornò nell'Interregionale nel giro di due anni: da neopromosso, il San Lazzaro arrivò secondo nel campionato 1990-1991, a soli due punti dal primo posto dell'US Russi. Dopo un altro terzo posto nel C.N.D. 1992-1993, iniziò il declino della squadra, che cinque anni dopo retrocesse in Prima Categoria.
Nel 1998 la sua prima squadra, allora in Prima Categoria, si fuse con quella dell'Iperzola di Serie D, per dare vita alla nuova Associazione Calcio Felsina San Lazzaro. Rimase attivo invece lo storico vivaio dei biancoverdi.
Nel 2009 il F.C. San Lazzaro fu retrocesso dalla Seconda alla Terza Categoria, per poi ottenere due promozioni tra il 2016 e il 2018.

## Colori e simboli
I colori ufficiali sono il bianco e il verde, i medesimi dello stemma comunale di San Lazzaro.

## Strutture

### Stadio
Il FC San Lazzaro disputa le proprie partite casalinghe allo stadio "Maurizio Cevenini", fino al 2018 intitolato a J.F. Kennedy.

## Società

### Organigramma societario
- Francesco Sica - Presidente
- Rino Bernazzani - Vice presidente
- Giuseppe Chiarello - Consigliere
- Fabrizio Ferron – Consigliere
- Pio Turano - Consigliere
- Francesco Mesuraca – Responsabile Scuola Calcio
- Giorgio Ponti - Responsabile Settore Giovanile
- Isabella Zumbo – Segretario
- Camillo Zunarelli - Segretario

## Calciatori
Alcuni calciatori professionisti transitarono nelle giovanili del San Lazzaro prima di giocare nelle squadre delle serie maggiori. Fra questi, Davide Succi e Gabriele Paonessa riuscirono ad approdare alla Serie A.

## Palmarès

### Competizioni regionali
- Prima Divisione: 1

1949-1950 (girone B)
- Prima Categoria: 1

1966-1967 (girone A)
- Promozione: 3

1972-1973 (girone A), 1981-1982 (girone B), 1989-1990 (girone B)

### Competizioni provinciali
- Terza Categoria: 1

2015-2016 (girone B)

### Altri piazzamenti
- Promozione:

Vittoria girone, senza promozione: 1988-1989 (girone B)

## Statistiche e record

### Partecipazione ai campionati
| Livello | Categoria                       | Partecipazioni | Debutto   | Ultima stagione | Totale |
| ------- | ------------------------------- | -------------- | --------- | --------------- | ------ |
| 4º      | Promozione Interregionale       | 2              | 1950-1951 | 1951-1952       | 6      |
| 4º      | Serie D                         | 4              | 1967-1968 | 1975-1976       | 6      |
| 5º      | Prima Divisione                 | 1              | 1949-1950 | 1949-1950       | 24     |
| 5º      | Promozione Regionale            | 6              | 1952-1953 | 1977-1978       | 24     |
| 5º      | Prima Categoria                 | 7              | 1962-1963 | 1969-1970       | 24     |
| 5º      | Campionato Interregionale       | 8              | 1982-1983 | 1991-1992       | 24     |
| 5º      | Campionato Nazionale Dilettanti | 2              | 1992-1993 | 1993-1994       | 24     |